# アーネスト・グロス
アーネスト・アーノルド・グロス（Ernest Arnold Gross, 1906年9月23日 - 1999年5月2日）は、アメリカ合衆国の外交官、弁護士。

## 生涯
1906年9月23日、グロスはニューヨーク州ニューヨークのブルックリン区において誕生した。グロスはブロンクス区のデ・ウィット・クリントン高校で学び、マサチューセッツ州のハーバード大学とイングランドのオックスフォード大学で学んだ。グロスは1931年にハーバード大学法科大学院を卒業した。
1933年、グロスは国務省に入省し、政府職員として勤務した。グロスは1946年に占領地担当副国務次官補となり、1947年8月から1949年3月まで国務省法律顧問、1949年3月から1949年10月まで議会担当国務次官補を務めた。グロスは1949年に合衆国の国連副代表を務めた。
1999年5月2日、グロスはニューヨーク市内において死去した。